# Epsilon Eridani

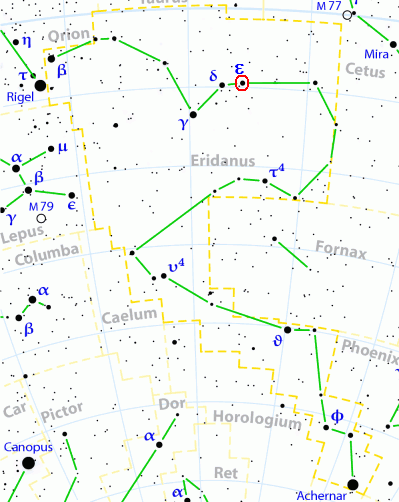
Poziţia stelei ε Eridani.

Epsilon Eridani (ε Eri / ε Eridani) este o stea din clasa spectrală K2. Situată la doar 10,5 ani-lumină, este cea mai apropiată stea din constelația Eridanul și în același timp a treia stea vizibilă cu ochiul liber.